# Гуйяш, Иштван (теннисист)
Иштван Гуйяш (венг. Gulyás István; 13 октября 1931, Печ — 30 июля 2000, Будапешт) — венгерский теннисист и спортивный функционер. Финалист чемпионата Франции в одиночном разряде и 8-я ракетка мира среди любителей в 1966 году, 33-кратный чемпион Венгрии по теннису в разных разрядах (в том числе 15-кратный в одиночном разряде). Президент Федерации тенниса Венгрии в 1987—1997 годах.

## Спортивная карьера
Родившийся в 1931 году Иштван Гуйяш заявил о себе как о теннисисисте в середине 50-х годов. В это время он уже выигрывал национальные чемпионаты Венгрии, а в 1958 году дошёл до финала международного турнира в Будапеште, где проиграл одному из ведущих теннисистов-любителей в мире Нилу Фрейзеру, не сумев реализовать два мач-бола; этого же результата он добился и в два следующих года, а в 1964 году наконец сумел выиграть этот турнир, победив в финале советского представителя Александра Метревели. К концу 50-х годов на счету Гуйяша было несколько международных титулов, завоёванных на турнирах во Французской Ривьере, а в первой половине 60-х годов он побеждал также на международных турнирах в Москве, Касабланке, Александрии и Варшаве.
В 1965 году Гуйяш выиграл престижный международный турнир в Монте-Карло, в финале победив чеха Иржи Яворского, но высшего успеха в своей теннисной карьере он добился год спустя, в 34 года, когда дошёл до финала чемпионата Франции — турнира Большого шлема. В это время в турнирах Большого шлема могли участвовать только теннисисты-любители, но даже в этих условиях для выхода в финал венгру пришлось обыграть таких серьёзных соперников, как бразилец Томас Кох, австралиец Кен Флетчер и вице-чемпион США южноафриканец Клифф Дрисдейл. В финале Гуйяш уступил посеянному третьим Тони Рочу. При этом результат финала мог быть другим, так как Роч в полуфинале травмировал щиколотку, но Гуйяш в лучших традициях Fair Play согласился отложить игру на сутки, дав сопернику время прийти в себя. По итогам сезона 1966 года он был поставлен на восьмое место в традиционной десятке лучших теннисистов мира, составляемой спортивным обозревателем Лансом Тингеем. На следующий год ему почти удалось повторить свой успех на Roland Garros — он пробился в полуфинал, где проиграл будущему чемпиону, посеянному под первым номером Рою Эмерсону.
После своего успеха на чемпионате Франции Иштван Гуйяш продолжал выступать ещё два десятилетия, окончательно завершив выступления только в 1986 году, когда ему было далеко за пятьдесят. За это время он 33 раза становился чемпионом Венгрии в разных разрядах, в том числе рекордное количество раз — 15 — в одиночном разряде. После начала Открытой эры, давшей доступ в наиболее престижные турниры теннисистам-профессионалам, Гуйяш выигрывал у таких соперников, как будущие первые ракетки мира Илие Настасе и Боб Хьюитт и двукратный чемпион Франции Никола Пьетранджели. В 1971 году, когда ему было уже почти сорок лет, Гуйяш ещё раз напомнил о себе на Открытом чемпионате Франции, когда вышел в четвертьфинал после побед над Хуаном Хисбертом, Биллом Боури и Клиффом Ричи, проиграв в итоге Желько Франуловичу. С 1958 по 1971 год он провёл за сборную Венгрии в Кубке Дэвиса 61 игру в 22 матчах, в одиночном разряде одержав 27 побед при 17 поражениях (в парном разряде баланс 7-10).
По окончании игровой карьеры Гуйяш с 1987 по 1997 год возглавлял Федерацию тенниса Венгрии. Он умер через три года после ухода с этого поста, в возрасте 68 лет.

## Участие в финалах турниров Большого шлема за карьеру

### Одиночный разряд (1)
Поражение (1)
| Год  | Турнир            | Покрытие | Соперник в финале | Счёт в финале |
| ---- | ----------------- | -------- | ----------------- | ------------- |
| 1966 | Чемпионат Франции | Грунт    | Тони Роч          | 1-6, 4-6, 5-7 |

## Участие в финалах турниров с началаОткрытой эры

### Одиночный разряд (4-9)
| Результат | №  | Дата             | Турнир                           | Соперник в финале   | Счёт в финале             |
| --------- | -- | ---------------- | -------------------------------- | ------------------- | ------------------------- |
| Победа    | 1. | 14 июля 1967     | Дюссельдорф, ФРГ                 | Вильгельм Бунгерт   | 6-1, 6-3, 3-6, 7-5        |
| Поражение | 1. | 28 июля 1967     | Чемпионат Нидерландов, Хилверсюм | Роберт Мод          | 9-7, 5-7, 0-6, 6-1, 11-13 |
| Победа    | 2. | Март 1969        | Александрия, ОАР                 | Исмаил эль-Шафей    | 6-1, 3-6, 6-3. 7-5        |
| Поражение | 2. | 16 марта 1969    | Каир, ОАР                        | Исмаил эль-Шафей    | 4-6, 9-7, 4-6, 4-6        |
| Поражение | 3. | 13 апреля 1969   | Катания, Италия                  | Грэм Стилуэлл       | 4-6, 3-6, 6-4, 3-6        |
| Поражение | 4. | 7 июля 1969      | Травемюнде, ФРГ                  | Илие Настасе        | 2-6, 5-7, 6-1, 6-2, 4-6   |
| Поражение | 5. | 18 августа 1969  | Будапешт, Венгрия                | Илие Настасе        | 7-9, 4-6, 2-6             |
| Победа    | 3. | апрель 1970      | Палермо, Италия                  | Илие Настасе        | 6-1, 6-4, 6-4             |
| Поражение | 6. | апрель 1970      | Катания                          | Ион Цириак          | 3-6, 3-6, 3-6             |
| Победа    | 4. | 13 сентября 1970 | Брумана, Ливан                   | Джон Александер     | 6-3, 14-12, 6-8, 7-5      |
| Поражение | 7. | июль 1971        | Будапешт                         | Тадеуш Новицкий     | 6-8, 6-2, 6-1, 6-8, 5-7   |
| Поражение | 8. | август 1971      | Москва, СССР                     | Александр Метревели | 4-6, 1-6, 1-6             |
| Поражение | 9. | 2 июля 1972      | Фульда, ФРГ                      | Мартин Маллиган     | 6-2, 6-2, 5-7, 5-7, 3-6   |